# Desertshore
Desertshore je třetí sólové studiové album německé zpěvačky Nico, vydané v prosinci 1970 u vydavatelství Reprise Records. Stejně jako v předchozích případech se na albu podílel hudebník John Cale, který vedle různých nástrojů obstaral také produkci alba (spolu s ním byl jako producent alba uveden také Joe Boyd). Své předchozí album The Marble Index Nico vydala v roce 1969 a následně jí byla zrušena smlouva s vydavatelstvím Elektra Records. Přestože album vyšlo u velkého vydavatelství, nedosáhlo prakticky žádného komerčního úspěchu a i prodejnost byla velmi malá. Její další album The End… pak vyšlo až v roce 1974, a to opět u jiného vydavatelství, tentokrát Island Records.
Zajímavostí je, že album má poměrně krátkou stopáž – necelých dvacet devět minut – a také to, že jsou v písních použity tři různé jazyky: kromě angličtiny se ve dvou písních zpívá německy a jedna další je ve francouzštině. Vedle Calea, který zde obstarává všechny nástroje kromě trubky a harmonia, se na albu podílel ještě zpěvaččin syn Ari, který zpívá v písni „Le Petit Chevalier“, a Adam Miller, jenž zpívá doprovodné vokály.

## Před vydáním
Po vydání předchozího alba The Marble Index Nico kvůli malému úspěchu přišla o nahrávací kontrakt s vydavatelstvím Elektra Records a nové album tedy vydala poté, co jí byla zajištěna smlouva s Reprise Records. Přestože nahrávání alba Desertshore začalo ve studiu Vanguard Studios v New Yorku, brzy se přesunulo do Sound Techniques v Londýně. Právě zde byly nahrány všechny písně kromě „Le Petit Chevalier“, jejíž nahrávka vznikla ve Studio Davout v Paříži. Cale v roce 1970 řekl, že na albu plánuje využít smyčcový orchestr a v některých písních i rockovou kapelu, což však nakonec nerealizoval. Není jasné, kdy přesně bylo album nahráno, nicméně všeobecně se má za to, že se tak stalo od května do července 1970. Původní demosnímky nahrála Nico 20. srpna 1969 a tyto nahrávky vyšly v roce 2007 na kompilaci The Frozen Borderline: 1968-1970.

## Vydání
Původně vyšlo album na vinylové LP desce v prosinci 1970 pouze ve Spojených státech amerických. Ve Spojeném království je následovalo až v lednu 1971. Na obalu alba je použit záběr z filmu La Cicatrice intérieure francouzského režiséra Philippa Garrela; Nico zde sedí na koni vedeném malým chlapcem v poušti, a na zadní straně je Nico sedící mezi kameny. Rovněž je zde uvedeno, že dvě z písní, konkrétně „Abschied“ a „Mütterlein“, byly použity v Garrelově filmu La Cicatrice intérieure; tento film byl však nakonec oficiálně představen až v roce 1972, a „Mütterlein“ se v něm neobjevila – jsou zde však další tři písně z Desertshore: „Janitor of Lunacy“, „My Only Child“ a „All That is My Own“. Autorem konceptu obalu je Nigel Weymouth. V roce 1993 bylo album digitálně remasterováno Lee Herschbergem a vyšlo v reedici na CD.
Písní „Afraid“ byla Nico zastoupena na kompilačním albu Conflict & Catalysis: Productions & Arrangements 1966-2006 (2012), které obsahovalo písně různých interpretů produkované nebo aranžované Johnem Calem.

## Skladby
Album otevírá skladba „Janitor of Lunacy“, kterou Nico napsala pro Briana Jonese, člena skupiny The Rolling Stones, krátce po jeho smrti. Nico se v této písni doprovází pouze na harmonium, a jiné nástroje zde použity nejsou. Stejně jako první píseň z alba byla i druhá napsána pro skutečnou osobu; píseň se jmenuje „The Falconer“, a Nico ji složila pro Andyho Warhola poté, co byl v červnu 1968 postřelen. V písni Nico zpívá a hraje na harmonium, a je doprovázena Caleovým klavírem; Cale zde rovněž bije do zvonu. Na klavír Cale hraje pouze na počátku a pak ještě přibližně v polovině písně v její mezihře, kam vsadil klasický klavírní part. Třetí skladbou v pořadí je „My Only Child“, kterou Nico věnovala svému synovi Arimu. V písni Nico pouze zpívá, a je zde doprovázena občasnou trubkou. Do další písně „Le Petit Chevalier“, jež je zpívána ve francouzštině a trvá pouze minutu a čtvrt, přispěl svým hlasem Ari. Ten je zde doprovázen Nico, která hraje na cembalo.
Druhou stranu původní LP desky zahajuje německy zpívaná „Abschied“. Úvod obstarává Caleova viola, později se přidává harmonium, a kolem pětačtyřicáté sekundy připojuje Nico svůj zpěv. Následuje „Afraid“, jednoduchá píseň, kde Nico zpívá a Cale hraje na klavír a potichu rovněž na violu. Třetí skladbou na této straně desky je ponurá „Mütterlein“, kterou Nico zpívá za doprovodu harmonia, občasné trubky a Johna Calea, jenž obstarává zvony a klavír. V závěru alba se nachází tříapůlminutová „All That is My Own“, kterou Cale doplnil o fanfáry připomínající středověkou hudbu; Nico převážně zpívá, nicméně v několika částech šepotem vypráví.

## Kritika
Když album vyšlo, většina kritiků jej zatracovala; například v časopise The New Musical Express je recenzentem označeno za nejhorší album, které kdy slyšel. Podobně se vyjádřil i Robert Christgau ve své recenzi v časopise The Village Voice, kde uvedl, že alba The Velvet Underground & Nico a Chelsea Girl byly silné desky, ale The Marble Index a právě Desertshore jsou mnohem horší už kvůli tomu, že si zde písně píše Nico sama a již nehraje písně jiných autorů. Jedním z mála kritiků, kteří album chválili, byl Ed Ward. Ten ve své recenzi pro časopis Rolling Stone napsal, že je k albu třeba přistupovat jinak než k jiným nahrávkám, a doplnil, že si tato hudba jistě najde své fanoušky.

## Odkaz
V roce 2007 nahrála svou verzi tohoto alba anglická industriální skupina Throbbing Gristle; nahrávací frekvence byla přístupná veřejnosti, a dvanáctihodinový záznam z nahrávání později vyšel na albu The Desertshore Installation. Podle původních plánů se měl záznam sestříhat a následně měl vyjít na klasickém albu. Špatná technická kvalita zapříčinila, že k tomu nedošlo, a skupina se pak rozhodla jít do studia znovu a album nahrát ještě jednou. Mezitím však zemřel Peter Christopherson, jeden z členů skupiny. Přesto skupina nahrávku pořídila, ale nevydala ji jako album skupiny Throbbing Gristle, nýbrž pod hlavičkou projektu X-TG. Mezi hostujícími zpěváky byli například Marc Almond, Blixa Bargeld a Antony Hegarty.
Různé písně z alba Desertshore nahrála řada dalších hudebníků, jako jsou například anglický zpěvák a multiinstrumentalista Patrick Wolf (píseň „Afraid“), rocková skupina Mercury Rev („Afraid“), zpěvačka Neko Case („Afraid“), norská zpěvačka Susanna Wallumrød („Janitor of Lunacy“), americká psychedelická skupina Espers („Afraid“), rakouská hudebnice Soap&Skin („Janitor of Lunacy“), hudebníci John Contreras a Rose McDowall („Afraid“) nebo belgická skupina Laïs („All That is My Own“).

## Seznam skladeb
Autorkou všech skladeb je Nico. Počínaje vydáním od Domino Recording Company z roku 2024 je coby spoluautor písně „Janitor of Lunacy“ uváděn John Cale.
| Strana 1 (LP) | Strana 1 (LP)      | Strana 1 (LP) |
| Pořadí        | Název              | Délka         |
| ------------- | ------------------ | ------------- |
| 1.            | Janitor of Lunacy  | 4:01          |
| 2.            | The Falconer       | 5:39          |
| 3.            | My Only Child      | 3:27          |
| 4.            | Le Petit Chevalier | 1:12          |

| Strana 2 (LP)  | Strana 2 (LP)      | Strana 2 (LP) |
| Pořadí         | Název              | Délka         |
| -------------- | ------------------ | ------------- |
| 1.             | Abschied           | 3:02          |
| 2.             | Afraid             | 3:27          |
| 3.             | Mütterlein         | 4:38          |
| 4.             | All That is My Own | 3:54          |
| Celková délka: | Celková délka:     | 28:51         |

## Obsazení
Hudebníci

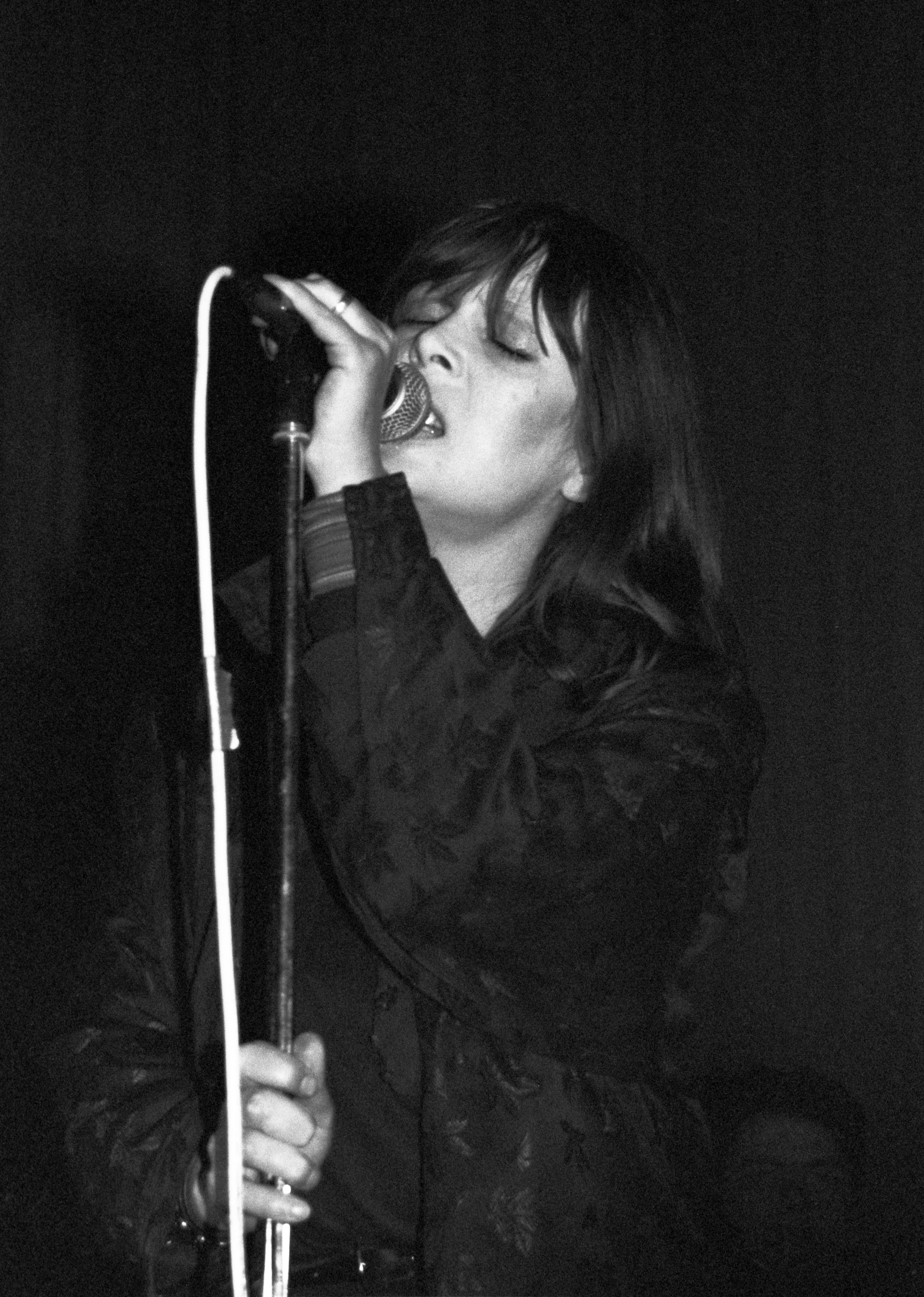
Nico v roce 1985

- Nico – zpěv, harmonium, cembalo v „Le Petit Chevalier“
- John Cale – viola, klavír, baskytara, zvony, doprovodné vokály v „My Only Child“, aranžmá
- Adam Miller – doprovodné vokály v „My Only Child“
- Ari Boulogne – zpěv v „Le Petit Chevalier“
- neznámá osoba – trubka[18]

Technická podpora
- John Cale – produkce
- Joe Boyd – produkce
- John Wood – zvukový inženýr
- Nigel Weymouth – design obalu